# Theo Laseroms
Matheus Wilhelmus Theodorus ("Theo" ) Laseroms (Roosendaal, 8 maart 1940 – Zwolle, 25 april 1991) was een Nederlands voetballer die naam maakte als speler van Feyenoord.
Laseroms, bijgenaamd De Tank of Theo de Tank, was beroemd om zijn slidings. Hij speelde vier seizoenen bij Feyenoord,  eind jaren 1960 en begin jaren 1970. Hij maakte deel uit van het team dat in 1970 de Europacup I won (2-1 tegen Celtic) en in datzelfde jaar de Wereldbeker tegen het Argentijnse Estudiantes de La Plata. Ook werd hij tweemaal kampioen met Feyenoord, in de seizoenen 1968/69 en 1970/71. In de seizoenen 1969/70 en 1971/72 eindigde Laseroms met Feyenoord als tweede. In het seizoen 1968/69 werd de KNVB beker gewonnen.
Hij maakte onderdeel uit van het elftal met daarin Eddy Pieters Graafland, Eddy Treijtel, Piet Romeijn, Rinus Israël, Theo van Duivenbode, Franz Hasil, Wim Jansen, Willem van Hanegem, Henk Wery, Ove Kindvall en Coen Moulijn.
Zijn carrière begon in 1956 bij RBC, in 1958 gevolgd door NAC. In dat jaar werd hij, als rechtsbuiten, geselecteerd voor een wedstrijd van het Nederlands bondselftal tegen Zuid-Afrika. In 1963 stapte hij over naar Sparta, waarmee hij in 1966 de KNVB beker won. In 1965 speelde hij zijn eerste interland tegen Noord-Ierland. In 1967 beleefde hij een kort buitenlands avontuur, bij de Pittsburgh Phantoms in de Verenigde Staten.
In 1968 stapte hij over naar Feyenoord en vormde daar met "ijzeren" Rinus Israël een sterk verdedigingsduo. Na zijn afscheid bij Feyenoord in 1972 speelde hij nog twee jaar voor het Belgische KAA Gent. Vervolgens liep Laseroms voor het behalen van zijn trainersdiploma stage bij Ajax in Amsterdam in het seizoen 1975/76, dat toen speelde met onder meer Johnny Dusbaba, Ton Wickel, Frank Arnesen, René Notten, Sören Lerby, Tscheu La Ling, Ruud Geels en Geert Meijer en gecoacht werd door Rinus Michels in diens tweede periode. Daarna begon Laseroms aan een weinig succesvolle trainerscarrière bij onder andere Heracles, Helmond Sport, FC Vlaardingen, Trabzonspor en clubs uit Bahrein en Saoedi-Arabië. Teruggekeerd in Nederland maakte een hartstilstand in 1991 een einde aan zijn leven. Hij werd gecremeerd in Rotterdam.
Laseroms was de opa van voetballer Mick van Buren.

## Carrièrestatistieken
| Seizoen         | Club                | Land             | Competitie       | Competitie | Competitie | Beker | Beker | Internationaal | Internationaal | Overig | Overig | Totaal | Totaal |
| Seizoen         | Club                | Land             | Competitie       | Wed.       | Dlp.       | Wed.  | Dlp.  | Wed.           | Dlp.           | Wed.   | Dlp.   | Wed.   | Dlp.   |
| --------------- | ------------------- | ---------------- | ---------------- | ---------- | ---------- | ----- | ----- | -------------- | -------------- | ------ | ------ | ------ | ------ |
| 1956/57         | RBC                 | Nederland        | Tweede divisie B | –          | 7          | –     | 1     | –              | –              | 0      | 0      | –      | 8      |
| 1957/58         | RBC                 | Nederland        | Eerste divisie A | –          | 5          | –     | 3     | –              | –              | 0      | 0      | –      | 8      |
| 1958/59         | NAC                 | Nederland        | Eredivisie       | 32         | 10         | –     | 0     | –              | –              | 0      | 0      | –      | 10     |
| 1959/60         | NAC                 | Nederland        | Eredivisie       | 19         | 10         | –     | –     | –              | –              | 0      | 0      | 19     | 10     |
| 1960/61         | NAC                 | Nederland        | Eredivisie       | 32         | 4          | –     | 0     | –              | –              | 0      | 0      | –      | 4      |
| 1961/62         | NAC                 | Nederland        | Eredivisie       | 24         | 0          | –     | 0     | –              | –              | 0      | 0      | –      | 0      |
| 1962/63         | NAC                 | Nederland        | Eredivisie       | 24         | 4          | –     | 0     | –              | –              | 0      | 0      | –      | 4      |
| 1963/64         | Sparta              | Nederland        | Eredivisie       | 24         | 5          | –     | 0     | –              | –              | 0      | 0      | –      | 5      |
| 1964/65         | Sparta              | Nederland        | Eredivisie       | 29         | 2          | –     | 0     | –              | –              | 0      | 0      | –      | 2      |
| 1965/66         | Sparta              | Nederland        | Eredivisie       | 30         | 3          | –     | 0     | –              | –              | 0      | 0      | –      | 3      |
| 1966/67         | Sparta              | Nederland        | Eredivisie       | 21         | 1          | –     | 0     | 4              | 1              | 0      | 0      | –      | 2      |
| 1967            | Pittsburgh Phantoms | Verenigde Staten | NPSL             | 13         | 3          | –     | –     | –              | –              | 0      | 0      | 13     | 3      |
| 1967/68         | Feijenoord          | Nederland        | Eredivisie       | –          | –          | –     | 0     | 0              | 0              | 0      | 0      | –      | –      |
| 1968/69         | Feijenoord          | Nederland        | Eredivisie       | 34         | 0          | –     | 0     | 2              | 0              | 0      | 0      | –      | 0      |
| 1969/70         | Feijenoord          | Nederland        | Eredivisie       | 34         | 1          | –     | 0     | 8              | 0              | 0      | 0      | –      | 1      |
| 1970/71         | Feijenoord          | Nederland        | Eredivisie       | 29         | 1          | –     | 0     | 2              | 0              | 0      | 0      | –      | 1      |
| 1971/72         | Feyenoord           | Nederland        | Eredivisie       | 26         | 2          | –     | 0     | 6              | 1              | 0      | 0      | –      | 3      |
| 1972/73         | KAA Gent            | België           | Tweede klasse    | –          | –          | –     | –     | –              | –              | 0      | 0      | –      | –      |
| 1973/74         | KAA Gent            | België           | Tweede klasse    | –          | –          | –     | –     | –              | –              | 0      | 0      | –      | –      |
| Carrière totaal | Carrière totaal     | Carrière totaal  | Carrière totaal  | –          | –          | –     | 4     | 22             | 2              | 0      | 0      | –      | –      |

## Erelijst
| Competitie                 |        |                  |        |        |
| Competitie                 | Aantal | Jaren            |        |        |
| Sparta                     | Sparta | Sparta           | Sparta | Sparta |
| -------------------------- | ------ | ---------------- | ------ | ------ |
| KNVB beker                 | 1x     | 1965/66          |        |        |
| Feijenoord                 |        |                  |        |        |
| Mondiaal                   |        |                  |        |        |
| Wereldbeker voor clubteams | 1x     | 1970             |        |        |
| Internationaal             |        |                  |        |        |
| Europacup I                | 1x     | 1969/70          |        |        |
| Intertoto Cup              | 1x     | 1968             |        |        |
| Nationaal                  |        |                  |        |        |
| Landskampioen              | 2x     | 1968/69, 1970/71 |        |        |
| KNVB beker                 | 1x     | 1968/69          |        |        |